# کارخانه‌های تاریخی پارچه‌بافی در اصفهان
در دوران صفویه شهر اصفهان به همران یزد و کاشان دارای کارخانه‌های متعدد تولید پارچه بوده‌است. در دوران رضاشاه پهلوی نیز تعداد زیادی کارخانه مدرن نساجی در شهر اصفهان تأسیس گردید به گونه‌ای که لقب منچستر شرق به این شهر داده شد.
در سال ۱۴۰۲ برای کمک به برگشت صنایع نساجی اصفهان ۳۰۰ میلیون دلار تخصیص داده شد، و
میز نساجی کشور در وزارت صمت به اصفهان سپرده شد.
شرکت پلی اکریل اصفهان با این کارخانه‌ها کار می‌کرد.

## دوران صفویه
ژان شاردن جهانگرد فرانسوی که چند سال در دوران صفویه اصفهان زندگی کرده و کتابی مفصل در مورد ایران نگاشته‌است که یکی از فصول این کتاب مربوط به صنایع نساجی در ایران است:
حقیقت اینست که صنعت نساجی نخی و پشمی ایران که شامل پشم و کرک گوسفند و شتر است پیشرفت کلی یافته‌است. مخصوصا در صنعت تولید ابریشم و بافتن پارچه‌های ابریشمین موفقیتهای عظیمی نصیبشان شده‌است، و کارخانه‌های بزرگ و مجهزی به کار انداخته‌اند. هنرمندان و متخصصان ابریشم‌کاری به تخصیص در این رشته دستگاه‌های ریسندگی و بافندگی و دوکها و چرخ‌هایی اختراع کرده‌اند که با ماشینها و ابزار و آلاتی که ما در این صنعت به کار می‌بریم رقابت می‌کنند… انواع و اقسام پارچه‌های بافت ایران از قبیل تافته، پارچه‌های بافته‌شده از ابریشم خالص، منسوجات ابریشمین موج‌دار، ساتن، پارچه‌های ابریشمین مخصوص دستار، شال کمر، دستمال، همچنین منسوجات بافته شده از ابریشم و نخ، یا ابریشم و پشم، یا کرک و ابریشم است. در برخی کارگاه‌های ایران منسوجات زربفتی می‌بافند که هر «گز» آنها پنجاه تومان ارزش دارد و در هیچ نقطه دنیا پارچه‌ای بدین بهای سنگین نیست. برای بافتن این نوع پارچهٔ ارزشمند باید پنج یا شش کارگر ماهر و چابک‌دست با هم به کار بنشینند، و از بیست و چهار تا سی نوع ماکو و قلاب مختلف استفاده کنند، و حال آن که برای بافتن پارچه‌های معمولی بیش از دو نوع ماکو به کار نیست… مخملهای زربافت ایران مخصوصاً نوعی که با پرزهای مجعّد بافته می‌شود عالی و بادوام است… بهترین پارچه‌های زربفت و سیمین تار را در کارخانه‌های یزد و کاشان و اصفهان می‌بافند… ایرانیان بافتن ماهوت را نمی‌توانند، امّا در عوض از پشم، نمدهای بسیار سبک و ظریف می‌مالند.

## کارخانه‌های مدرن نساجی در دوره رضاشاه
در اواخر قرن نوزدهم میلادی روسیه و انگلستان صادرات بسیار زیادی به ایران داشتند که از پارچه‌های ارزان قیمت مثل چیت تا پارچه‌های گران‌قیمت فاستونی را شامل می‌شد. تولید پارچه‌های ایرانی هم که عمدتاً دستی و در کارگاه‌های خانوادگی بود در این زمان مورد تهدید قرار گرفت. در همین زمان بود که بسیاری از نوگرایان و اصلاح‌گرایان ایرانی سعی در تشویق مردم به استفاده از کالای ایرانی و تحریم کالاهای خارجی داشتند. بسیاری از روحانیون نیز (همزمان با نهضت تنباکو) از این جریان پشتیبانی می‌کردند که از جمله به جمال‌الدین واعظ اصفهانی و میرزاعلی جناب می‌توان اشاره کرد. تأسیس شرکت اسلامیه در همین دوران اتفاق افتاد.
مسافرت رضاشاه به این شهر در آبان ۱۳۱۱ و ملاقات وی با سرمایه‌داران و تجار شهر نقطه عطفی در صنعت اصفهان بود. وی آنان را تشویق و بلکه تهدید کرد باید سرمایه خود را در قالب شرکت به کار تولیدی وارد کنند.
تأسیس نه کارخانه پارچه‌بافی در دوره رضاشاه بافت اجتماعی شهر اصفهان را تغییر داد، هر یک از این کارخانه‌ها چندهزار کارگر داشتند و اصفهان را تبدیل به شهری کارگری و صنعتی نمودند و مهاجران بسیاری خصوصاً از چهارمحال و بختیاری جذب این شهر شدند. ماکس شونمان مهندس آلمانی معمار بسیاری از این کارخانه‌هاست و متأثر از سبک پتر بهرنس آنها را بنا نموده‌است. این کارخانه‌ها عبارتند از:

### کارخانه بافناز یا کارخانه شهناز
شرکت سهامی ریسندگی و بافندگی بافناز اصفهان یا پیش از آن کارخانه شهناز که غیرقانونا تخریب و خاکبرداری شده‌است این زمین متعلق به شرکت توسعه و مدیریت بافناز، یکی از زیر مجموعه‌های مؤسسه خیریه علی و حسین همدانیان است این کارخانه واقع در کنار شرکت ریسباف و چهارباغ بالا بوده‌است قبل از این که به دلیل کد ارتفاع محدوده تاریخی سی و سه پل آن را رها کنند قراربود ساختمان سازی کنند.
۳۲°۳۸′۲۰″شمالی ۵۱°۴۰′۰۵″شرقی / ۳۲٫۶۳۸۹۵۲°شمالی ۵۱٫۶۶۷۹۹°شرقی

### کارخانه وطن
این کارخانه در سال ۱۳۰۴ به دست دو نفر از بازرگانان اصفهان به نام فصل‌الله دهش و محمدحسین کازرونی تأسیس شد. در مهر ۱۳۱۰ کارخانه وطن در آگهی خود اعلام کرد: «بهترین پارچه‌های گاواردین، پالتویی، فانتزی، اسپورتی و پتوهای کرکی اعلا را مطابق بهترین پارچه‌های اعلای اروپا» تهیه می‌کند. محل کارخانه در خیابان هفت دست (بخشی از زمین‌های کاخ هفت‌دست که به تملک کارخانه درآمده بود) واقع شده بود که در سال ۱۳۵۲ به شهرک صنعتی محمودآباد منتقل شد. پس از درگذشت محمدحسین کازرونی در سال ۱۳۱۱، فرزندش محمدجعفر کازرونی اداره کارخانه را بر عهده گرفت. پس از انقلاب اموال کازرونی از جمله کارخانه وطن مصادره شد و در کتابهایی که منتشر کردن او را به ساواکی بودن و عضویت انجمن حجتیه متهم نمودند و سرانجام در سال ۱۳۵۸ اعضای گروه فرقان او را در مقابل مسجد القدس اصفهان واقع در خیابان هزارجریب که خودش ساخته بود ترور کردند.

### کارخانه ریسباف

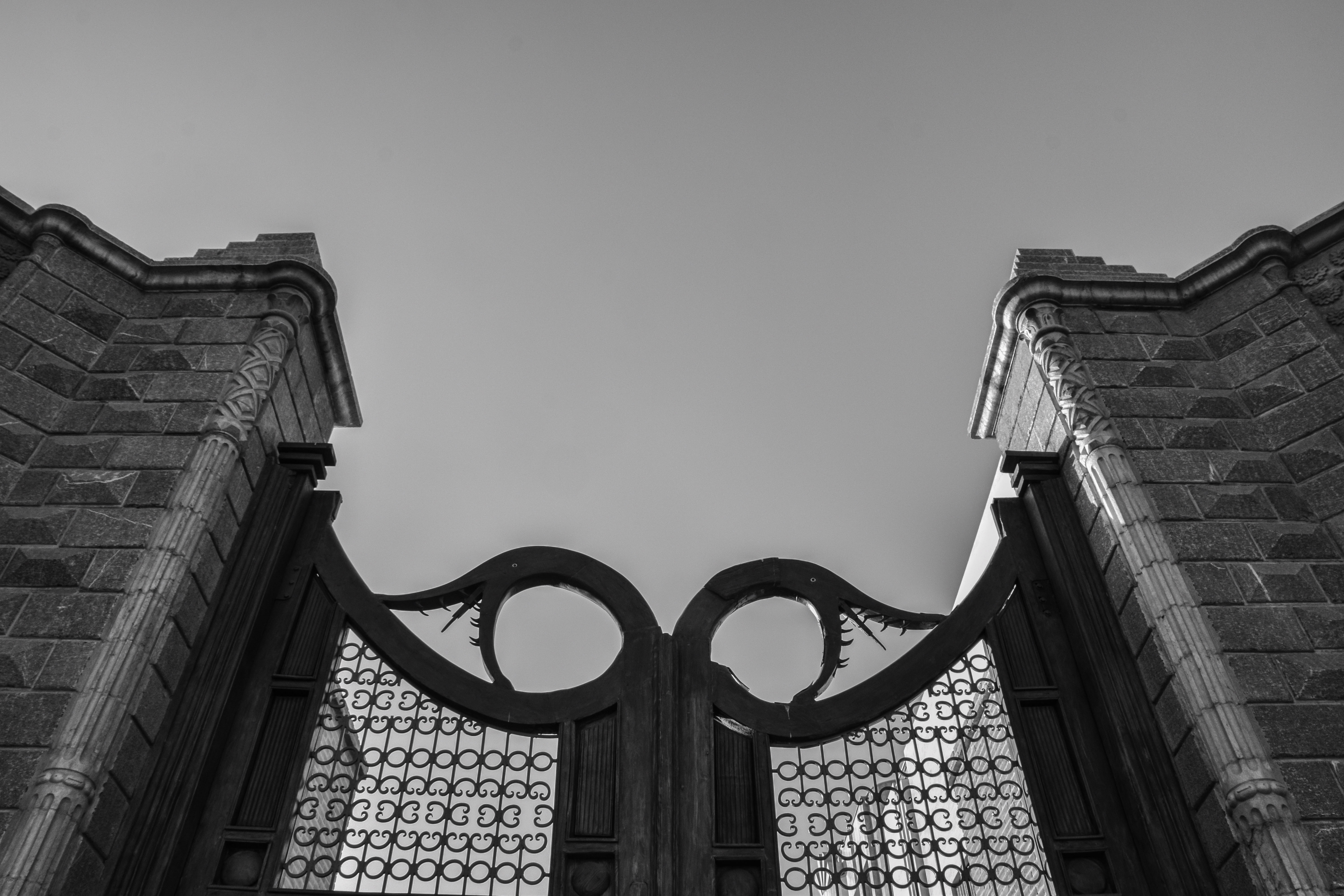
سر در کارخانهٔ صنایع پشم واقع در خیابان چهارباغ بالا

این کارخانه حاصل برنامه‌ریزی و سرمایه‌گذاری عده زیادی از مردم شهر بود که پس از سفر رضاشاه به اصفهان آماده همکاری در این مورد بودند. کارخانه ریسباف در زمینه تولید ریسمان نخی، پارچه‌های پنبه‌ای و پارچه‌های پشمی فعالیت خود را آغاز کرد. ابتدا از سال ۱۳۱۱ بقچه‌های ریسمان کارخانه به بازار آمد و در آذر ۱۳۱۳ طی جشنی قسمت بافندگی پنبه و پشم کارخانه راه‌اندازی و کارخانه به تولید پارچه‌های نخی و پشمی مشغول شد و مدتی بعد تولید پتو نیز شروع شد. محل این کارخانه در خیابان چهارباغ بالا قرار دارد. این اثر ملی که از نظر تاریخ صنعتی شدن کشور اهمیت بسیار دارد و نیز با توجه به اینکه معماری این بنای زیبا متأثر از سبک پیتر بهرنز است، قرار بود که این مکان تبدیل به موزه اصفهان شود که این اتفاق نیافتاده و ساختمان آن رو به ویرانی است.

### کارخانه زاینده‌رود
کارخانه در ۱۸ اردیبهشت ۱۳۱۴ تأسیس شد و ۳۰۰ نفر شرکا و سهامداران کارخانه شرکت سهامی ریسندگی و بافندگی زاینده‌رود بودند. عبدالرحیم محمودیه مدیرعامل کارخانه داماد حاج محمدحسین کازرونی بود. محل کارخانه نیز در چهارباغ بالا بود که همچنان فعال است. فعالیت این کارخانه عمدتاً تولید نخ است.

### کارخانه شهرضا
این کارخانه در سال ۱۳۱۴برای نخ ریسی توسط چند سرمایه‌دار اصفهانی در شهرضا تأسیس شد اما به دلیل کمبود آب در آن منطقه پس از چند ماه به اصفهان منتقل شد و در مجاورت کارخانه ریسباف مستقر گردید.

### کارخانه نختاب
در مرداد ۱۳۱۴ آگهی تأسیس شرکتی که کارخانه متعلق به آن بود انتشار یافت و عده‌ای از سرمایه‌داران مسلمان و کلیمی آن را تأسیس کردند. مدیر شرکت یک یهودی به نام ساسون بود و محل کارخانه در حاشیه شمالی زاینده‌رود خیابان کمال اسماعیل (روبه‌روی کارخانه وطن اما در سوی دیگر رودخانه) قرار داشت و بعدها به کارخانه دخانیات تغییر کاربری داد. این کارخانه به تولید قرقره‌های خیاطی می‌پرداخت.

### کارخانه پشمباف
در ۲۱ بهمن ۱۳۱۴ شرکت سهامی ریسندگی و بافندگی پشم اصفهان تأسیس شد. مجمع تأسیس در منزل سید احمد روغنی برقرار شد و حسین صحت رئیس هیئت مدیره گردید. کارخانه پشمباف در سال ۱۳۱۹ راه‌اندازی شد و محل آن در نزدیکی پل خواجو خیابان چهارباغ خواجو بود که اکنون صداوسیمای مرکز اصفهان در آن مستقر است. پشمباف به تولید پارچه‌های پشمی می‌پرداخت.
در آن زمانی که مدیریت کارخانه در دست شخصی به نام مهدی میراشرافی بوده‌است به کارگران نمونه این کارخانه قطعه زمین‌هایی در حوالی هزارجریب اصفهان به عنوان پاداش هدیه داده شده‌است. آیا کسی از نشانی دقیق آن باخبر است؟ یا اطلاعات کاملتری دارد؟!

### کارخانه صنایع پشم
اولین مجمع عمومی این کارخانه در ۱۴ اسفند ۱۳۱۴ برگزار شد. این شرکت ۴۵۰ سهامدار داشت و برادران علی و حسین همدانیان سهامداران عمده آن بودند که در سال‌ها بعد کارخانه شهناز را هم بنیانگذاری کردند. در شهریور ۱۳۲۰ که بسیاری از کارخانه‌ها با مشکل اقتصادی مواجه شدند، کار این کارخانه همچنان به‌خوبی گردش داشت و حقوق کارگران و سود سهامداران را می‌پرداخت. این کارخانه در باغ زرشک خیابان چهارباغ بالا قرار داشت. بخش عمده ساختمان و زمین این کارخانه از بین رفته و اکنون تنها سردر و عمارتی کوچک از آن باقی مانده‌است.

### کارخانه رحیم‌زاده
عبدالرسول رحیم‌زاده (روغنی) یکی از بازرگانان اصفهان بود که در سال ۱۳۱۲ش یک کارخانه ریسندگی راه‌اندازی کرد که فعالیت آن صرفاً تولید نخ بود. محل کارخانه در خیابان شاهپور (شهید بهشتی) قرار داشت. وی این کارخانه را با شراکت حاجی سیدمحمد کتابی و حاجی میرزا جعفر فولادی تأسیس کرد. در آگهی تأسیس این شرکت آمده‌است که سیدمحمد کتابی به مدت هفت سال مدیریت این شرکت را عهده‌دار خواهد بود

### کارخانه دهش (نور)
فضل‌الله دهش که شریک کارخانه وطن بود سهم خویش را به حاج محمدحسین کازرونی فروخت به وارد کردن یک کارخانه برق اقدام کرد. اما در سال ۱۳۱۳ش. مجدداً به فکر ورود به صنعت نساجی افتاد. او در اطراف پل خواجو کارخانه ریسندگی برق را بنا نهاد. در سال ۱۳۱۵ کارخانه ریسندگی دهش یا ریسندگی برق که بعدها کارخانه نور هم نامیده می‌شد به راه افتاد. این کارخانه صرفاً به تولید نخ می‌پرداخت.